# Pseudepectasis bispinosa
Pseudepectasis bispinosa är en skalbaggsart som beskrevs av Stefan von Breuning 1940. Pseudepectasis bispinosa ingår i släktet Pseudepectasis och familjen långhorningar. Inga underarter finns listade i Catalogue of Life.